# Diploma za smrt (1989.)
Diploma za smrt, hrvatski dugometražni film iz 1989. godine.

## Vanjske poveznice
- www.filmski-programi.hr / Baza HR kinematografije – igrani film: Diploma za smrt